# Comuna Kotleareve, Jovtnevîi
Kotleareve (în ucraineană Котляреве) este o comună în raionul Jovtnevîi, regiunea Mîkolaiiv, Ucraina, formată din satele Kotleareve (reședința), Novoruske și Șevcenkove.

## Demografie
Componența lingvistică a comunei Kotleareve
     Ucraineană (87,9%)
     Rusă (10,44%)
     Alte limbi (0,92%)
Conform recensământului din 2001, majoritatea populației comunei Kotleareve era vorbitoare de ucraineană (87,9%), existând în minoritate și vorbitori de rusă (10,44%).